# カザフスタンの島の一覧
カザフスタンの島の一覧（カザフスタンのしまのいちらん）では、カザフスタンに属する島の一覧について記述する。
- バサラル島（英語版） - バルハシ湖
- バルサケルメス島（英語版） - アラル海
- ボリシエ・ペシュニエ島（英語版） - カスピ海
- ドゥルネヴァ島（英語版） - カスピ海
- コルジン島（英語版） - バルハシ湖
- スピルキン・オセリョドク島（英語版） - カスピ海
- タサラル島（英語版） - バルハシ湖
- チュレーニー諸島（英語版） - カスピ海
- ヴォズロジデニヤ島 - アラル海
- ジャンバイ島（英語版） - カスピ海